# کمپدوانول
کمپدوانول (به اسپانیایی: Campdevánol) یک منطقهٔ مسکونی در اسپانیا است که در ریپولس واقع شده‌است. کمپدوانول ۳۲٫۶ کیلومتر مربع مساحت دارد.